# Afrikaansche Handelsvereeniging
De Afrikaansche Handelsvereeniging (AHV) was een Nederlandse onderneming dat zich richtte op handel met Centraal-Afrika, met name Congo. De onderneming werd opgericht in 1869. Het ging elf jaar later ten onder in een frauduleus faillissement en kreeg een doorstart als het Nieuwe Afrikaansche Handels-Vennootschap.

## Voorgeschiedenis
In 1849 begonnen de Rotterdammers Lodewijk Pincoffs en zijn neef en zwager Henry Polak Kerdijk een firma die verfstoffen als indigo en meekrap verhandelde. In 1857 schakelden ze over op import/export met Afrika door een firma van Leopold Samson over te kopen, die waarschijnlijk al vestigingen had in Ponta da Lenha, Ambriz en Quisembo. Een broer van Henry, Lodewijk Kerdijk, werd hun vertegenwoordiger ter plaatse. Hij richtte een nieuwe factorij op in Banana aan de monding van de Congo. Omdat men al snel op watervallen botste als men deze opvoer, bestond de traditie erin dat de inheemse bevolking in karavanen naar het estuarium trok om haar waar te ruilen met de Europeanen. De firma Kerdijk & Pincoffs nam hieraan deel en ruilde zaken als katoen, kookgerief, messen, geweren, kruit en sterke drank voor Afrikaanse ivoor, palmolie en rubber. De zaak groeide snel en werd in 1863, na de plotse dood van Lodewijk (mei 1861), omgezet in een commanditaire vennootschap. Ze beheerde tientallen factorijen op de oevers van de stroom.

## Handel en slavernij
De oprichting van de Afrikaansche Handelsvereeniging als naamloze vennootschap gebeurde in 1869, nadat de West-Afrikaanse posten waren afgesplitst. Dit viel nagenoeg samen met de laatste slavenovertocht, waarna vele Portugese, Spaanse en Amerikaanse slavenhandelaars in dienst traden van de AHV. Dit verergerde ongetwijfeld de situatie, hoewel de AHV nooit uitsluitend met vrije arbeiders had gewerkt. Haar Nederlandse werknemer Onno Zwier van Sandick telde in 1879 enige honderden slaven verspreid over haar factorijen (door de Portugezen "coromanos" en door de Nederlanders "Kroo-mannen" genoemd). Ze werden met kettingen en halsbanden aan elkaar geklonken. Hoewel de trans-Atlantische slavenhandel nagenoeg tot stilstand was gekomen, bleef het fenomeen lokaal dus nog voortbestaan.
Met 44 factorijen was de AHV in 1877 uitgegroeid tot het grootste bedrijf in de regio. Haar handelsvloot bestond uit drie stoomboten (de Prins Hendrik, de Banana en de Zaire) en enkele schoeners (de Henriquette, de Eersteling, de Rotterdam en de Congo).

## Ondergang
In 1879 bleek dat de boekhouding van de AHV jarenlang compleet was vervalst. Het schip was drijvend gebleven door geheime leningen van de Rotterdamsche Handelsvereeniging, een bedrijf dat in 1872 onder impuls van Pincoffs was ontstaan. Toen Pincoffs en Kerdijk in mei 1879 de fraude niet langer bedekt konden houden, namen ze de benen. Pincoffs ontkwam naar Amerika maar Kerdijk werd gearresteerd in Antwerpen na een mislukte zelfmoordpoging. Hun AHV liet een put na van 9,5 miljoen gulden. Grootste gedupeerde was de gemeente Rotterdam, maar ook de bank R. Mees & Zoonen van Pincoffs' vriend Marten Mees deelde in de klappen. Beide vennoten werden veroordeeld voor valsheid in geschrifte en bedrieglijke bankbreuk (1880).

## Steun aan Leopold II
Naar het einde toe van haar korte bestaan had de AHV nog een opmerkelijke investering gedaan. Ze toonde grote interesse in de kolonisatieplannen van koning Leopold II van België en financierde mee zijn Comité d'études du Haut-Congo. Pincoffs en Kerdijk, die al aanwezig waren geweest op de Geografische conferentie van Brussel (1876), werden bestuurders in het Comité en lieten Stanley en zijn materiaal (vier gedemonteerde rivierboten) kosteloos naar Banana verschepen. Van daaruit vertrok op 14 augustus 1879 zijn koloniale expeditie. Het quid pro quo was natuurlijk dat AHV een bevoorrechte positie zou krijgen in Leopolds gebied, maar door de déconfiture van 1879 kwam daar niets van terecht. Leopold liet het Comité ontbinden en vond andere wegen.

## Doorstart
De bekwame Hendrik Muller werd aangesteld als liquidator van de AHV en kon een regeling treffen met de schuldeisers. De gemeente betaalde nog vier miljoen gulden voor de Rotterdamsche en in 1880 werden de activa van de AHV overgeheveld naar de Nieuwe Afrikaansche Handels-Vennootschap, waarvan Muller de leiding nam.